# Bernd Fischer (Mediziner)
Bernd Fischer (* 1949 in Mülheim an der Ruhr) ist ein deutscher Anatom und Reproduktionsbiologe. Von 1993 bis 2015 war er Professor für Anatomie und Direktor des Instituts für Anatomie und Zellbiologie der Medizinischen Fakultät der Martin-Luther-Universität Halle-Wittenberg.

## Leben
Fischer studierte von 1970 bis 1974 Agrarwissenschaften an der Rheinischen Friedrich-Wilhelms-Universität Bonn und wurde dort 1977 zum Dr. agr. promoviert. Anschließend hatte er bis 1978 eine Postdoc-Position am Institute of Animal Physiology in Cambridge inne. Von 1979 bis 1984 absolvierte Fischer ein Zweitstudium in Humanmedizin an der RWTH Aachen. Dort erfolgte 1986 auch die Promotion zum Dr. med., für die er den Friedrich-Wilhelm-Preis für herausragende wissenschaftliche Leistungen erhielt, und 1988 die Habilitation für Anatomie und Reproduktionsembryologie. Am Aachener Institut für Anatomie hatte Fischer von 1978 bis 1993 verschiedene Positionen inne: zunächst die eines Wissenschaftlichen Assistenten, später Oberassistenten und zuletzt die eines außerplanmäßigen Professors. 
Als Nachfolger von Rüdiger Schultka übernahm er 1993 die C4-Professur für Anatomie sowie die Leitung des Instituts für Anatomie und Zellbiologie der Medizinischen Fakultät der Martin-Luther-Universität Halle-Wittenberg. Von 2003 bis 2006 war er Dekan und Studiendekan der medizinischen Fakultät. Zum 1. Oktober 2015 ging er in den Ruhestand, seine Nachfolgerin am Institut wurde Heike Kielstein.
Bernd Fischer ist verheiratet und Vater von vier Kindern.

## Wirken
Fischers wissenschaftlicher Schwerpunkte sind die frühe Embryonalentwicklung und die Frühschwangerschaft bei Säugetieren.
Für sein ehrenamtliches Engagement zugunsten ausländischer Studierender im Verein Hilfe für ausländische Studierende e. V. (HauS) wurde Fischer von der sachsen-anhaltischen Landesregierung ausgezeichnet.

## Veröffentlichungen (Auswahl)
- Embryonalentwicklung in vitro und in vivo. Enke, Stuttgart 1988, ISBN 978-3-432-97741-6.